# Theodor-Heuss-Gymnasium (Essen-Kettwig)
Das Theodor-Heuss-Gymnasium ist ein Gymnasium in  Essen-Kettwig. Es ist benannt nach Theodor Heuss (1884–1963), dem ersten Bundespräsidenten der Bundesrepublik Deutschland.
Die Europaschule pflegt internationale Kontakte mit Partnerschulen in Frankreich. Sie nimmt teil am Projekt SelGO – Selbständiges Lernen mit digitalen Medien in der Gymnasialen Oberstufe.

## Unterrichtsangebote

### Zweite Fremdsprache
Mit der zweiten Fremdsprache neben Englisch wird begonnen
- im Jahrgang 07: Französisch oder Latein
- im Jahrgang 09 oder in der Einführungsphase (EF): Spanisch

### Bilingualer Unterricht
Bilingualer Unterricht in englischer Sprache findet statt in den Fächern Erdkunde/Geographie, Geschichte und Politik.

## Bekannte Absolventen
- Michael Berlemann (* 1968), Wirtschaftswissenschaftler und Hochschullehrer
- Karsten Dusse (* 1973), Rechtsanwalt und Hörbuchsprecher, überregional bekannt als Fernseh- und Bestseller-Autor
- Sarah Freutel (* 1992), Fußballspielerin
- Dirk Kurbjuweit (* 1962), Journalist und Schriftsteller
- Doro May (* 1953), Gymnasiallehrerin und Schriftstellerin
- Fabian Schrumpf (* 1982), Politiker (CDU), seit 2017 Mitglied des Landtags Nordrhein-Westfalen

## Bekannte Pädagogen
- Karl Juch (1911–1994), arbeitete bis 1975 als Kunsterzieher am Theodor-Heuss-Gymnasium